# Vukovac vára
Vukovac vára (horvátul: Utvrda Vukovac) egy középkori eredetű erődítmény volt  Horvátországban, a Bród-Szávamente megyei Bród központjában. A középkori erőd fontos szerepet játszott Bród és Bródi Szávamente régiójának történetében. A ma is látható újabb erőd megépítése előtt a polgári települést körülvevő védőfalak mellett ezt a régi erődítményt is sokáig karbantartották és helyreállították. A vár általában Vukovac néven volt ismert, de nevezték egykor Beriszló-várnak (Berislavić kaštel), Ósáncnak (Stari Šanac), Kissáncnak (Mali Šanac), illetve a német név alapján Wasserburgnak is.

## Fekvése
A vár a mai Bród központjától nyugatra, a Mrsunja-pataknak a Szávába való torkolásánál, a Száva bal partján állt. 

## Története
Bród már a középkorban is a Mrsunja-pataknak a Szávába való torkolásánál feküdt. Királyi adományként Bródot szlavóniai nemesek kapták, akik között a leghíresebb a térség egyik leghatalmasabb családja a grabarjai Beriszlók voltak, akiknek a közeli Grabarje volt a birtokközpontjuk. Bródot ők alapították, majd a 15. és 16. század fordulóján ők építették ki a régi városközpontot, mely négyszögletes alaprajzú volt a török veszély ellen védőfalakkal és földsáncokkal megerősítve. Történelmi források rögzítik, hogy Bosznia 1463-as oszmán megszállása után Beriszló Benedek, Bród akkori ura az akkoriban romos középkori erődöt lebontotta. 1475-ben utódai (fiai) négyszög alakú újat építettek, sarkaiban hengeres féltornyokkal és várárokkal, amelybe a Glogovica és Mrsunja folyókból áramlott a víz. Bród 1536-ban került török kézre. Az oszmán időszakban Bród az igazságügyi-közigazgatási körzet (kadiluk) székhelye lett, és az elején talán még szandzsákszékhely is volt. Bár megbízható adatok nem állnak rendelkezésre, úgy gondolják, hogy a vár az oszmán uralom alatt radikálisabb építészeti változásokon nem ment keresztül. A legtöbbet a sáncok újjáépítésével és az oszmán határépítészet néhány elemének (esetleg tornyok) hozzáadásával tehették meg. Bár a tornyok már léteztek, lehetséges, hogy csak a keleti igényeknek megfelelően alakították át őket. 
A császári hadsereg, a bádeni Lajos parancsnoksága alatt 1688. szeptember 5-én szabadította fel Bródot az oszmán uralom alól. A vár kedvező stratégiai helyzete miatt Bádeni Lajos az udvari haditanácstól kérte jobb megerősítését és a Száván átívelő híd megépítését. Az első pontonhidat azonban csak Savoyai Jenő boszniai hadjárata során, 1697. október 9. és 11. között építették. 1690 tavaszán, amikor Ausztria a francia fronton harcolt a török szövetséges Franciaország ellen megkezdődött az oszmánok Szlavónia elleni általános támadása. Az oszmán offenzíva és a Bród körül megjelenő pestis veszélye általános pánikot váltott ki a lakosság körében, a legénység pedig elhagyta a várat. A várat elhagyva az ágyúkat a Szávába dobták, a várat és az árkokat, valamint az élelmiszert és lőszert elpusztították. Az 1691. október 18-án szalánkeméni csatában az oszmán hadsereg súlyosan vereséget szenvedett, és ez a váratlan vereség annyira meghökkentette őket, hogy Szlavóniában minden hadállást elhagytak, erőiket pedig Bródban, Gradiskában és Pakrácban gyűjtötték össze. Itt próbálták megszervezni védekezést és ellenállást kifejteni. 1691. október 11–12-én éjjel a Habsburg sereg Croy herceg parancsnoksága alatt tábort ütött Bród körül, és megkezdte a bródi vár ostromát. Brod felszabadítására irányuló műveletet 400 emberével de Nehem ezredes hajtotta végre. A temetőtől nem messze, a vár közvetlen közelében gyalogosokat és ágyúállásokat telepített, az ellenséges hajók blokádját a hajdúkra bízta. Nehem a ködben éjszakai támadást hajtott végre, mire az oszmánok éjfél után pánikszerűen kivonultak a bródi várból a Száván át a boszniai állásokba. 
A szerény középkori erőd (Kaštel, Wasserburg) nem felelt meg az akkori Habsburg erődítmények normáinak, ezért a katonai parancsnokok megkezdték annak újjáépítését. A katonai parancsnokok kérésére az udvari haditanács 1692-ben jóváhagyta a bródi erődítmények korszerűsítését. A haditanács Kayserfeld hadmérnök ezredest bízta meg a munkák irányításával és építőanyagokat, szerszámokat, fát, mérnököket és pénzt küldött laktanyaépítésre és a régi erőd sérült részeinek újjáépítésére. Kaysersfeld a várat kerek tornyokkal erősítette meg. Az erőd körül egy kisebb vizesárok volt elválasztva a Szávától és a Mrsunja-pataktól, hogy megakadályozza a Bródhoz való közvetlen hozzáférést és az erőd közvetlen megtámadását a Száva és a Mrsunja felől. Kayserfeld terveinek köszönhető, hogy a vár megérte a 19. századot is, sőt Savoyai 1697-es boszniai hadjáratakor ez volt a fő logisztikai támaszpont. A karlócai béke az új határt a Szávánál húzta meg, így Szlavóniának a Szávamenti részei a határőrkerületek részei lettek.
1715-ben Savoyai Jenő herceg közvetlen utasítására Willer és Peretta hadmérnökök tervei alapján megkezdődtek a Száva-folyó északi partjára támaszkodó új erődítmény építési munkálatai. Építésének második szakasza az 1726-tól 1731-ig terjedő időszakra terjedt, ennek tervezője Nicolaus Doxat de Demoret, a svájci eredetű Menno van Coehorn holland iskola tehetséges tanítványa volt. Közben egy áradás miatt 1719-ben a vár egy része összeomlott. Nagyobb költségek nélkül nem volt javítható. Ezért úgy döntöttek, hogy a legénység jövőre új erődbe költözik, és a régi erődöt és az egész félszigetet pedig azoknak a lakosoknak adja, akiknek a házait új erőd építésének szükségessége miatt lebontották. Amint az új bródi erőd készen állt a hadsereg befogadására, a régi erődöt felhagyták és karanténná alakították át. A helyi Brlić család archívuma szerint a Vukovac régi falait még 1809-ben is látták a Mrsunja csardak közelében, de abban az évben alapjáig lerombolták, sáncaiból védtöltéseket és zsilipeket építettek a Mrsunja-patakon és a Száva mentén. 

## A vár leírása
A régi vár alaprajzát jól mutatják Kaysersfeld császári hadmérnök 1692-ből származó tervei. Az erőd körülbelül 220 m hosszú és 75 m széles volt (összterülete kb. 15 000 m²), 300 katona számára volt alkalmas szálláslehetőséggel. Két védőöv védte. A külső védvonalat a déli oldalon a Száva medre, északon, nyugaton és keleten a Mrsunja-patak képezte. A keleti oldalon azonban mesterséges arkot ástak. A faajtóval ellátott főbejárat a keleti oldal sáncában volt. A várhoz vezető út Bród Alsóvárosából vezetett át két felvonható hídon. 